# Melkrobot

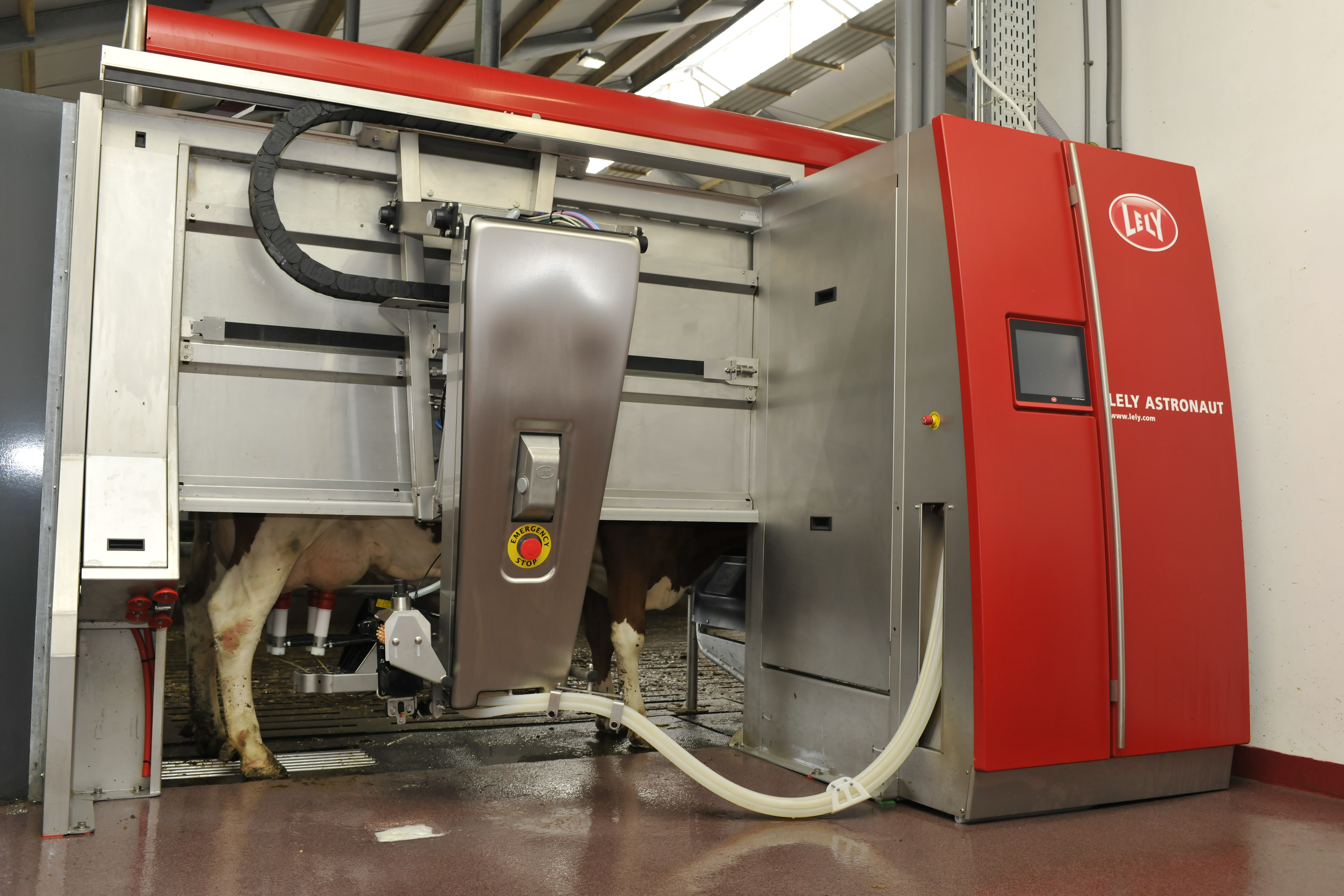
Melkrobot van Lely

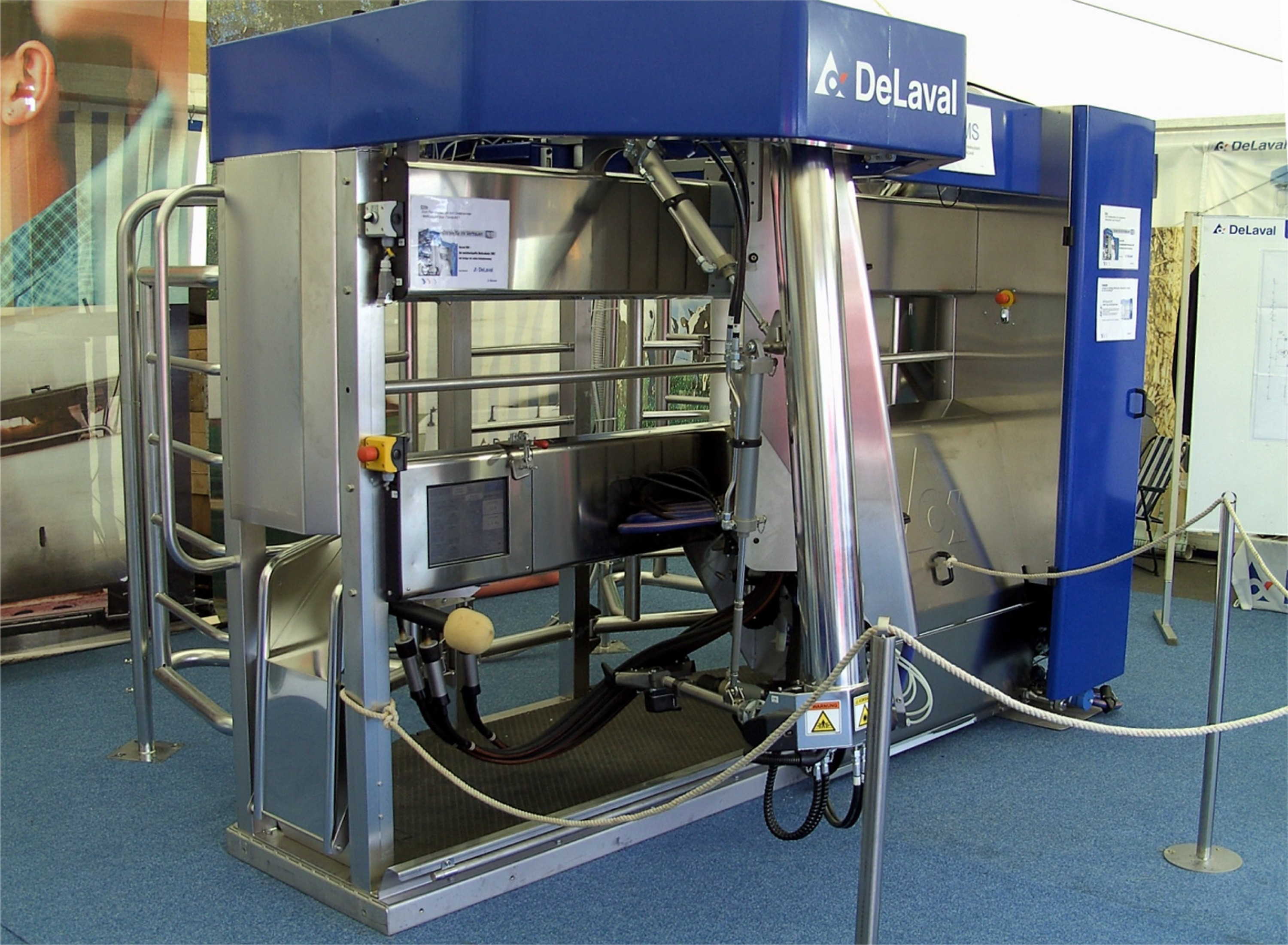
Melkrobot van DeLaval

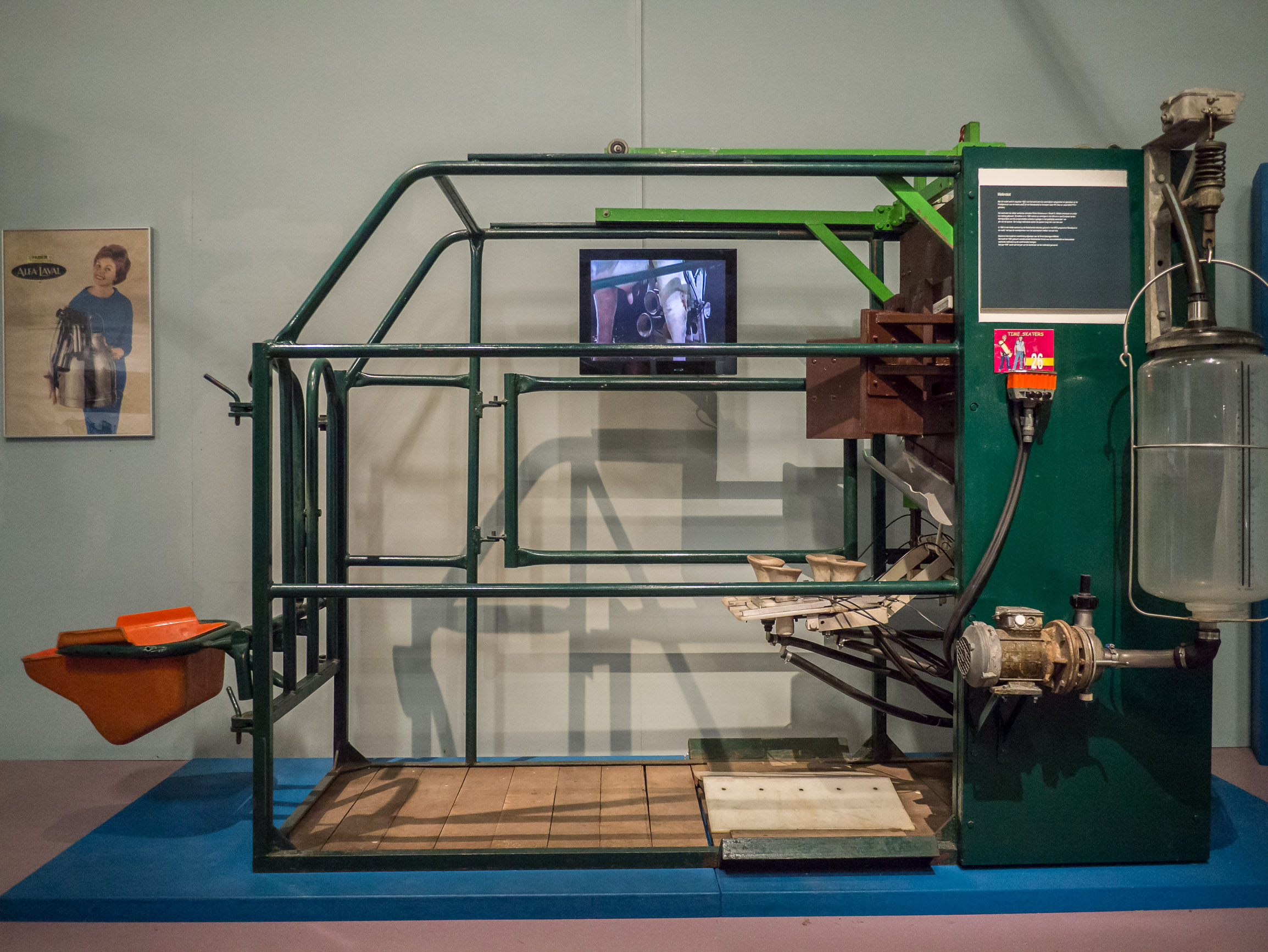
Prototype van Oenema en Middel uit 1983

Een melkrobot, ook wel automatisch melksysteem (AMS) genoemd, is een melkmachine waarin een koe volledig automatisch gemolken wordt, in tegenstelling tot de traditionele wijze van koeien melken met de hand, meestal in een melkstal, waar altijd mensen voor nodig zijn.
Een melkrobot is een vaste opstelling van ongeveer 1 bij 6 meter in de stal. Om kosten te besparen wordt door sommige fabrikanten het robotgedeelte gebruikt voor meerdere boxen. Als de koe in de eerste box aangesloten is, gaat de robot verder naar de volgende box. Hierdoor hoeft de gebruiker maar één robot aan te schaffen voor maximaal vijf boxen. Deze techniek kan worden toegepast in tandemopstelling, waarbij de koeien achter elkaar staan en in spiegelopstelling, waarbij maximaal twee koeien naast elkaar staan. Aan de hand van de grootte van de veestapel wordt het aantal melkrobots bepaald. Bij kleine boerderijen kan 1 box met melkrobot volstaan om de hele veestapel te bedienen; een melkrobot kan per box ongeveer 65 tot 70 koeien drie keer per dag melken. Als de koeien ook nog de wei in gaan is 50 koeien het maximum.

## Werkmethode
De melkrobot reinigt de vier spenen en bevestigt de melkbekers aan de spenen. Als het melken klaar is sprayt de robot de spenen met een huidbeschermende, antiseptische spray.
Elke koe wordt door de melkrobot herkend door een identificatiechip die de koe aan een halsband of in haar oor draagt. Omdat de melkrobot krachtvoer verstrekt komen de koeien graag in de melkrobot. De melkrobot is dag en nacht vrij toegankelijk voor de koeien. Als een koe gemolken is kan zij niet direct nog een keer, er moet drie a vier uur tussen een melkbeurt zitten, dit kan ingesteld worden door de boer. Ook de hoeveelheid krachtvoer die de koe in de melkrobot krijgt kan door de boer worden ingesteld. Melkrobots hebben veel sensoren die de kwaliteit van de melk en de gezondheid van de koe kunnen bewaken. Zo wordt van de melk de hoeveelheid, de temperatuur, de geleidbaarheid en de lichtdoorlaatbaarheid bepaald. Met deze gegevens weet de robot dan of de melk bijvoorbeeld bloed of ontstekingsresten bevat en wordt deze niet naar de melktank gepompt maar apart opgevangen. Ook de melk van koeien die net een kalf gekregen hebben of van dieren die met medicijnen behandeld zijn wordt apart gehouden. De melkrobot maakt dagelijks lijsten met daarop de nummers van koeien die extra aandacht behoeven. Als de koe vaker per dag gemolken kan worden neemt de productiviteit van de koe toe. De koe bepaalt zelf wanneer ze gemolken wil worden. Wanneer de koe een ziekte heeft wordt dit duidelijk doordat de productie afneemt. Koeien kunnen indien nodig automatisch extra voedingssupplementen krijgen toegediend.
De meeste melkrobots zoeken bij problemen automatisch contact met de melkveehouder, telefonisch of per sms.

## Geschiedenis
Automatisch melken is in de jaren tachtig in Nederland ontwikkeld. Het ministerie van Landbouw en dat van Economische Zaken begonnen toen het project 'Boerderij 2000'. Binnen dit project werkten ook Philips, Vicon, Nedap en het Instituut voor Mechanisatie, Arbeid en Gebouwen (IMAG) mee om de boerderij van het jaar 2000 te realiseren.
Uit dit project kwam een prototype dat begin jaren negentig door Vicon op de markt gebracht werd. Ongeveer gelijktijdig kwam ook Lely met de eerste versie van zijn Astronaut-melkrobot op de markt en Prolion met zijn Miros-melkrobot. De eerste melkrobots hadden nog veel problemen, die pas na twee à drie jaar waren verholpen.
Parallel aan het 'Boerderij 2000'-project ontwikkelden ontwikkelden Roelof Middel en Rinke Oenema, die aan de toenmalige praktijkschool te Oenkerk doceerden, een apparaat dat op aanwijzing van een computer zonder mankracht zelfstandig koeien kon melken. Ze werden hierbij geholpen door studenten van de Landbouwuniversiteit Wageningen. Na ruim twee jaar was een prototype gereed, dat destijds werd getoond in het televisieprogramma Brandpunt in de Markt. Mede vanwege de hoge kosten voor octrooiaanvragen werd de robot door Gascoigne Melotte doorontwikkeld. In 1988 riep dat bedrijf concurrent Vicon op de krachten te bundelen. Na een desastreuze beursgang moest men met de ontwikkelingen stoppen. Het eerste werkende prototype is te zien in het Fries Landbouwmuseum te Leeuwarden.